# Herman Kirszbaum
Herman (Hersz) Kirszbaum (ur. 1895 w Kutnie, zm. 9 września 1944 w Warszawie) – polski polityk i działacz społeczny żydowskiego pochodzenia, związany z Kutnem, działacz Bundu.

## Życiorys
Od początku lat 20. XX wieku był liderem Bundu w Kutnie. Przez kilkanaście miesięcy sprawował mandat radnego w samorządzie kutnowskim; organizował różnorakie akcje i instytucje społeczne w mieście. 
Podczas II wojny światowej został przesiedlony do getta warszawskiego. Wraz z żoną działał w podziemnych strukturach Bundu. Po upadku powstania w getcie przebywał po aryjskiej stronie, nadal działając w konspiracji. Brał udział w powstaniu warszawskim. Zginął na Żoliborzu w bloku przy ulicy Krasińskiego 18, w którym mieściła się kwatera Armii Ludowej.
W 1945 został pochowany na cmentarzu żydowskim przy ulicy Okopowej. Jego żona, Ewa z domu Landau (zm. 1944), również była działaczką Bundu.